# Bingo (provincia)

Mappa delle province giapponesi con la provincia di Bingo evidenziata

Bingo (giapponese:備後国 -no kuni) fu una delle province del Giappone situata sul lato occidentale del Mare Interno sull'isola di Honshū, ed attualmente costituisce la parte orientale della prefettura di Hiroshima. Bingo confinava con le province di Bitchu, Hoki, Izumo, Iwami e Aki.
Si ritiene che l'antica capitale sia stata situata nelle civinanze di Fuchu. Durante il periodo Sengoku, Bingo appartenne ai domini del clan Mōri, ma dopo la Battaglia di Sekigahara, Tokugawa Ieyasu la riassegnò ad uno dei suoi alleati.